# Andreas Chaikalīs
Andreas Chaikalīs (in greco Ανδρέας Χαϊκάλης?; 30 novembre 1943) è un ex cestista greco.

## Carriera
Con la Grecia ha disputato tre edizioni dei Campionati europei (1965, 1967, 1969).

## Palmarès
- Campionato greco: 6

Panathinaikos: 1966-67, 1968-69, 1970-71, 1971-72, 1972-73, 1973-74